# Епархия Гауа
Епархия Гауа (лат. Dioecesis Gauensis) — епархия Римско-Католической церкви с центром в городе Гауа, Буркина-Фасо. Епархия Гауа распространяет свою юрисдикцию на провинции Нумбель и Пони. Епархия Гауа входит в митрополию Бобо-Диуласо. Кафедральным собором епархии Гауа является церковь Святейшего Сердца Иисуса Христа.

## История
30 ноября 2011 года Римский папа Бенедикт XVI учредил епархию Гауа, выделив её из епархии Диебугу.

## Ординарии епархии
- епископ Modeste Kambou (30.11.2011 — по настоящее время).

## Источник
- Декларация о создании епархии на сайте Ватикана (недоступная ссылка)  (итал.)
- Информация  (англ.)